# Wybory do Parlamentu Europejskiego we Włoszech w 1979 roku

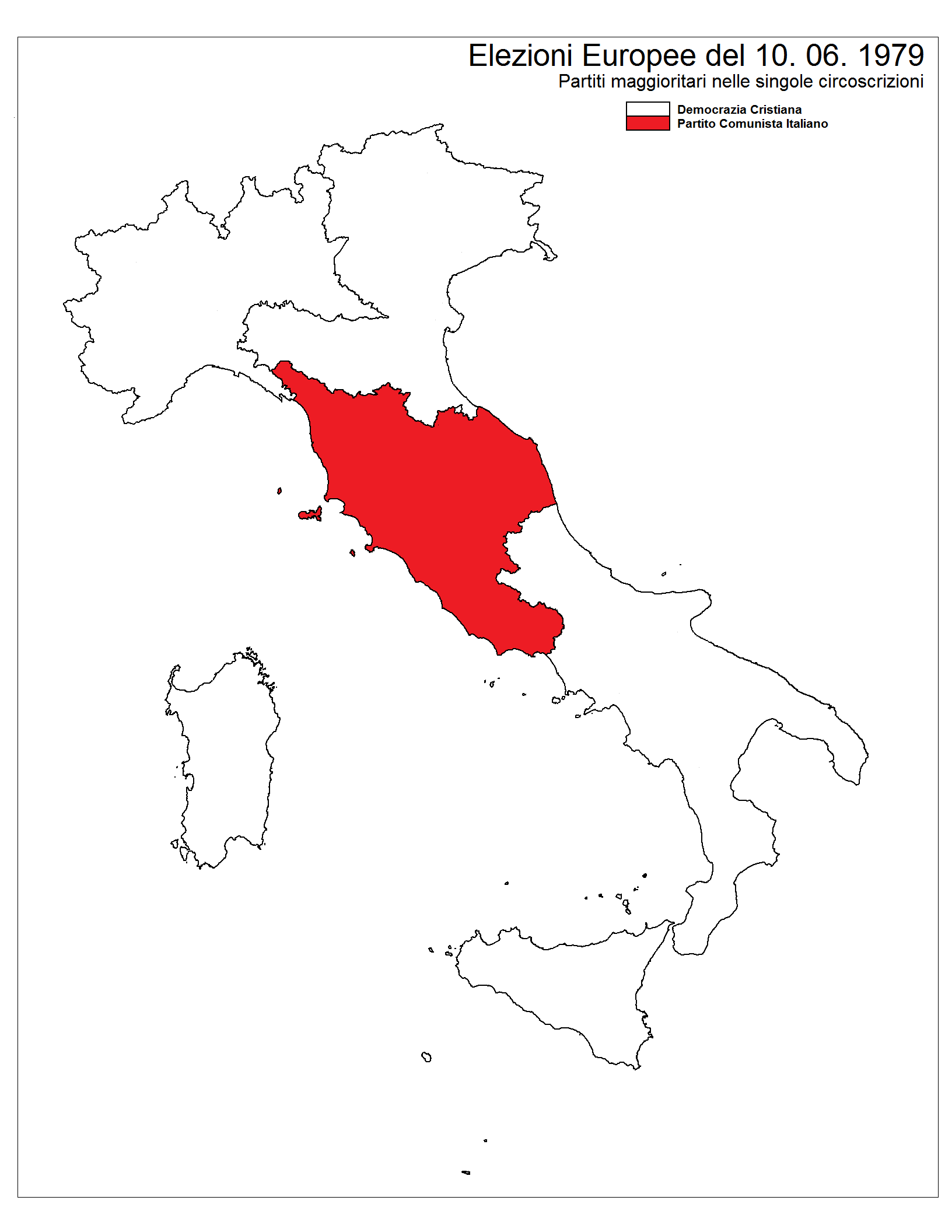
Mapa przedstawiająca wyniki wyborów dla dwóch partii z największą liczbą głosów.

Wybory do Parlamentu Europejskiego I kadencji we Włoszech zostały przeprowadzone 10 czerwca 1979 roku.
Wybory miały wyłonić 81 przedstawicieli którzy mieli reprezentować Włochy w nowo powstałym Parlamencie Europejskim

## Wyniki
Wybory do Parlamentu Europejskiego zakończyły się zwycięstwem chadeckiej Chrześcijańskiej Demokracja. Na dalszych miejscach uplasowała się Włoska Partia Komunistyczna, a także Partia Socjalistyczna.
Frekwencja wyborcza wyniosła 63%.
| Lista wyborcza                           | Głosy      | %    | Mandaty |
| ---------------------------------------- | ---------- | ---- | ------- |
| Chrześcijańskiej Demokracja (DC)         | 12 774 326 | 36,5 | 29      |
| Włoska Partia Komunistyczna (PCI)        | 10 361 334 | 29,6 | 24      |
| Partia Socjalistyczna (PS)               | 3 866 946  | 11,0 | 9       |
| Włoski Ruch Społeczny (MSI)              | 1 909 055  | 5,5  | 4       |
| Włoska Partia Socjaldemokratyczna (PSDI) | 1 514 272  | 4,3  | 4       |
| Partia Radykalna (PR)                    | 1 285 065  | 3,7  | 3       |
| Włoska Partia Liberalna (PLI)            | 1 271 159  | 3,6  | 3       |
| Włoska Partia Republikańska (PRI)        | 896 138    | 2,6  | 2       |
| Partia Jedności Proletariatu (PdUP)      | 406 656    | 1,2  | 1       |
| Demokracja Proletariatu (DP)             | 252 342    | 0,7  | 1       |
| Południowotyrolska Partia Ludowa (SVP)   | 196 193    | 0,6  | 1       |